# Frísia (distrito)
Frísia (em alemão: Friesland) é um distrito (Kreis ou Landkreis) da Alemanha localizado no estado de Baixa Saxônia.

## Cidades e municípios
| Cidades                        | Municípios                                                |  |  |
| ------------------------------ | --------------------------------------------------------- |  |  |
| 2. Jever 4. Schortens 5. Varel | 1. Bockhorn 3. Sande 6. Wangerland 7. Wangerooge 8. Zetel |  |  |